# Världscupen i nordisk kombination 1999/2000
Världscupen i nordisk kombination 1999/2000 hölls 9 december 1999-17 mars 2000 och vanns av Samppa Lajunen, Finland före Bjarte Engen Vik, Norge och Ladislav Rygl, Tjeckien.

## Tävlingskalender
| Deltävling | Datum            | Plats             | Tävlingstyp                 | 1.                                                      | 2.                                                 | 3.                                                    |
| ---------- | ---------------- | ----------------- | --------------------------- | ------------------------------------------------------- | -------------------------------------------------- | ----------------------------------------------------- |
| 1.         | 4 december 1999  | Lillehammer       | Gundersen K90/15 kilometer  | Inställt                                                | Inställt                                           | Inställt                                              |
| 2.         | 5 december 1999  | Lillehammer       | Sprint K120/7,5 kilometer   | Inställt                                                | Inställt                                           | Inställt                                              |
| 3.         | 9 december 1999  | Vuokatti          | Gundersen K90/15 kilometer  | Ronny Ackermann                                         | Samppa Lajunen                                     | Bjarte Engen Vik                                      |
| 4.         | 11 december 1999 | Vuokatti          | Sprint                      | Samppa Lajunen                                          | Bjarte Engen Vik                                   | Hannu Manninen                                        |
| 5.         | 19 december 1999 | Steamboat Springs | Gundersen K120/15 kilometer | Ladislav Rygl                                           | Samppa Lajunen                                     | Bjarte Engen Vik                                      |
| 6.         | 21 december 1999 | Steamboat Springs | Sprint                      | Samppa Lajunen                                          | Bjarte Engen Vik                                   | Ladislav Rygl                                         |
| 7.         | 3 januari 2000   | Oberwiesenthal    | Sprint K120/7,5 kilometer   | Samppa Lajunen                                          | Bjarte Engen Vik                                   | Jari Mantila                                          |
| 8.         | 5 januari 2000   | Reit im Winkl     | Gundersen                   | Bjarte Engen Vik                                        | Samppa Lajunen                                     | Mario Stecher                                         |
| 9.         | 8 januari 2000   | Schonach          | Gundersen K90/15 kilometer  | Bjarte Engen Vik                                        | Samppa Lajunen                                     | Mario Stecher                                         |
| 10.        | 11 januari 2000  | Val di Fiemme     | Gundersen K90/15 kilometer  | Samppa Lajunen                                          | Kenji Ogiwara                                      | Bjarte Engen Vik                                      |
| 11.        | 16 januari 2000  | Breitenwang       | Sprint K90/7,5 kilometer    | Samppa Lajunen                                          | Ladislav Rygl                                      | Felix Gottwald                                        |
| 12.        | 16 januari 2000  | Liberec           | Gundersen K120/15 kilometer | Ladislav Rygl                                           | Samppa Lajunen                                     | Kenji Ogiwara                                         |
| 13.        | 5 februari 2000  | Hakuba            | Gundersen K120/15 kilometer | Bjarte Engen Vik                                        | Hannu Manninen                                     | Ronny Ackermann                                       |
| 14.        | 8 februari 2000  | Nozawaonsen       | Sprint                      | Samppa Lajunen                                          | Bjarte Engen Vik                                   | Ladislav Rygl                                         |
| 15.        | 12 februari 2000 | Sapporo           | Gundersen K120/15 kilometer | Kristian Hammer                                         | Todd Lodwick                                       | Mario Stecher                                         |
| 16.        | 26 februari 2000 | Chaux-Neuve       | Gundersen K90/15 kilometer  | Samppa Lajunen                                          | Jaakko Tallus                                      | Mario Stecher                                         |
| 17.        | 4 mars 2000      | Lahtis            | Sprint                      | Hannu Manninen                                          | Bjarte Engen Vik                                   | Kristian Hammer                                       |
| 18.        | 10 mars 2000     | Oslo              | Gundersen K120/15 kilometer | Bjarte Engen Vik                                        | Samppa Lajunen                                     | Jaakko Tallus                                         |
| 19.        | 11 mars 2000     | Oslo              | Sprint                      | Bjarte Engen Vik                                        | Kenneth Braaten                                    | Kristian Hammer                                       |
| 20.        | 16 mars 2000     | Santa Caterina    | Start Masowy K90/ 3x5       | ÖsterrikeMichael Gruber Christoph Bieler Felix Gottwald | FinlandHannu Manninen Jaakko Tallus Samppa Lajunen | NorgeKenneth Braaten Kristian Hammer Bjarte Engen Vik |
| 21.        | 17 mars 2000     | Santa Caterina    | Gundersen K90/15km          | Samppa Lajunen                                          | Kenji Ogiwara                                      | Lars Andreas Østvik                                   |

## Slutställning
| Placering | Tävlande         | Poäng |
| 1.        | Samppa Lajunen   | 2035  |
| 2.        | Bjarte Engen Vik | 1990  |
| 3.        | Ladislav Rygl    | 1274  |
| 4.        | Todd Lodwick     | 1138  |
| 5.        | Ronny Ackermann  | 1100  |
| 6.        | Kenji Ogiwara    | 1076  |
| 7.        | Felix Gottwald   | 1020  |
| 8.        | Mario Stecher    | 955   |
| 9.        | Hannu Manninen   | 898   |
| 10.       | Jari Mantila     | 880   |

| Placering | Tävlande  | Poäng |
| 1.        | Finland   | 5054  |
| 2.        | Norge     | 4962  |
| 3.        | Tyskland  | 2945  |
| 4.        | Japan     | 2674  |
| 5.        | Österrike | 2621  |
| 6.        | Tjeckien  | 1661  |
| 7.        | USA       | 1391  |
| 8.        | Frankrike | 1284  |
| 9.        | Ryssland  | 789   |
| 10.       | Schweiz   | 434   |